# Tomasz Wigłasz
Tomasz Wigłasz (ur. 17 lutego 1979 w Cieszynie) – polski duchowny luterański, proboszcz-administrator Parafii Ewangelicko-Augsburskiej w Białymstoku, kapelan wojskowy w stopniu podpułkownika, Dziekan Wojsk Lądowych (od 20 czerwca 2024), radca diecezji mazurskiej od 2015 do 2023 roku, od 2017 członek Synodu Kościoła z listy duchownych, od 2022 radca Konsystorza Kościoła, od 27 maja 2022 sekretarz Konsystorza. 
Żonaty, ma dwoje dzieci.